# 19. etape af Tour de France 2013
Nittende etape af Tour de France 2013 er en 204 km lang bjergetape. Den bliver kørt fredag den 19. juli fra Le Bourg-d'Oisans i Isère til Le Grand-Bornand i Haute-Savoie. 
Rytterne skal op af de fem bjerge, Col du Glandon, Col de la Madeleine, Col de Tamié, Col de l’Épine og Col de la Croix Fry
Le Bourg-d'Oisans har været start- eller målby for en etape i Tour de France 20 gange før, imens det bliver Le Grand-Bornands femte gang som vært for løbet.